# 神保小太郎
神保 小太郎（じんぼ こたろう、1853年2月7日（嘉永5年12月29日）- 1908年（明治41年）1月14日）は、明治期の実業家、政治家。衆議院議員、石川県石川郡弓取村長。

## 経歴
加賀国石川郡諸江村（石川県石川郡弓取村字諸江を経て現金沢市諸江町）で、大地主・神保九右衛門の二男として生まれた。漢学を修めた。1875年（明治8年）家督を相続した。金融業を営む。
1873年（明治6年）諸江村組長に就任。以後、第七区小三区戸長、第十一大区小一区副戸長、上安江・下安江・諸江・割出・三ツ屋・三口村戸長、諸江・割出・三口・三ツ屋村戸長、諸江村外12カ村戸長、石川郡教育員、石川県検疫委員などを務めた。また、石川郡会議員（1891年7月-1892年12月）、石川県会議員（1891年10月-1892年2月）にも在任した。
1892年（明治25年）2月、第2回衆議院議員総選挙（石川県第1区、中央交渉会）で当選し、衆議院議員に1期在任した。1896年（明治29年）6月、石川郡会議員に再選され、1897年（明治30年）9月まで在任した。
社会事業、教育事業、産業振興に私財を投じて尽力した。1908年1月、東京・回生病院で心臓病のため死去した。